# 二沙島駅
二沙島駅（にさとうえき）は、中華人民共和国広東省広州市越秀区に位置する広州地下鉄12号線の駅。広州発展公園の地下に位置している。

## 歴史
- 2025年6月29日：開業[2]。

## 駅構造
単式ホーム1面1線と島式ホーム1面2線、合計2面3線のホームを持つ地下駅である。1・3番線で1つの島式ホームを形成し、2番線が単式ホームの構造となっている。
現在は1・3番線の島式ホームのみを使用しているが、将来12号線中段区間が開業した後には、2番線を潯峰崗方面行き列車の発着用に、3番線は留置線に転用される予定となっている。

### のりば
| 番線 | 路線     | 行先           |
| ---- | -------- | -------------- |
| 1    | ■ 12号線 | 大学城南方面   |
| 2    | ■ 12号線 | 未使用         |
| 3    | ■ 12号線 | 降車專用ホーム |

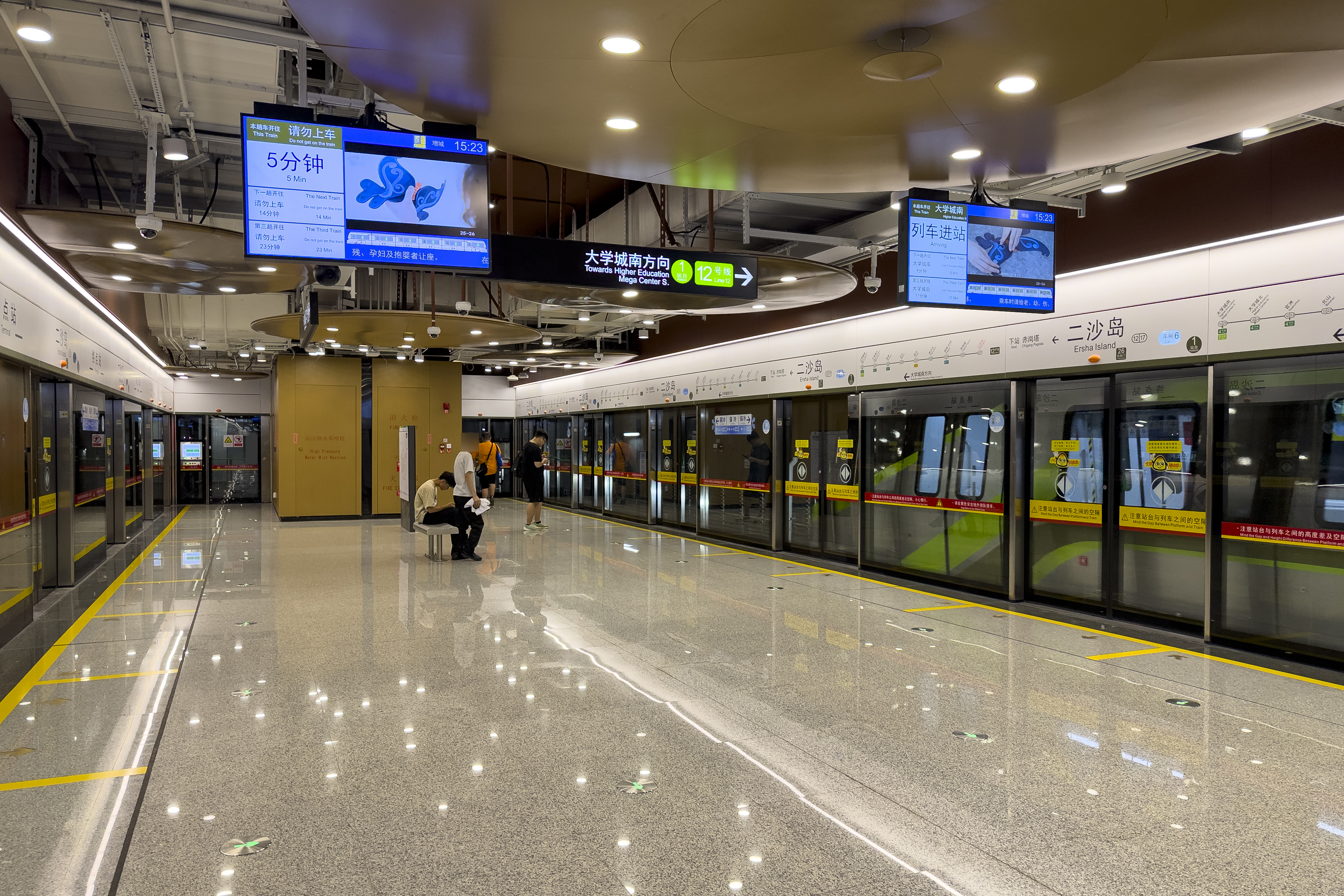
1・3番線ホーム（2025年6月）
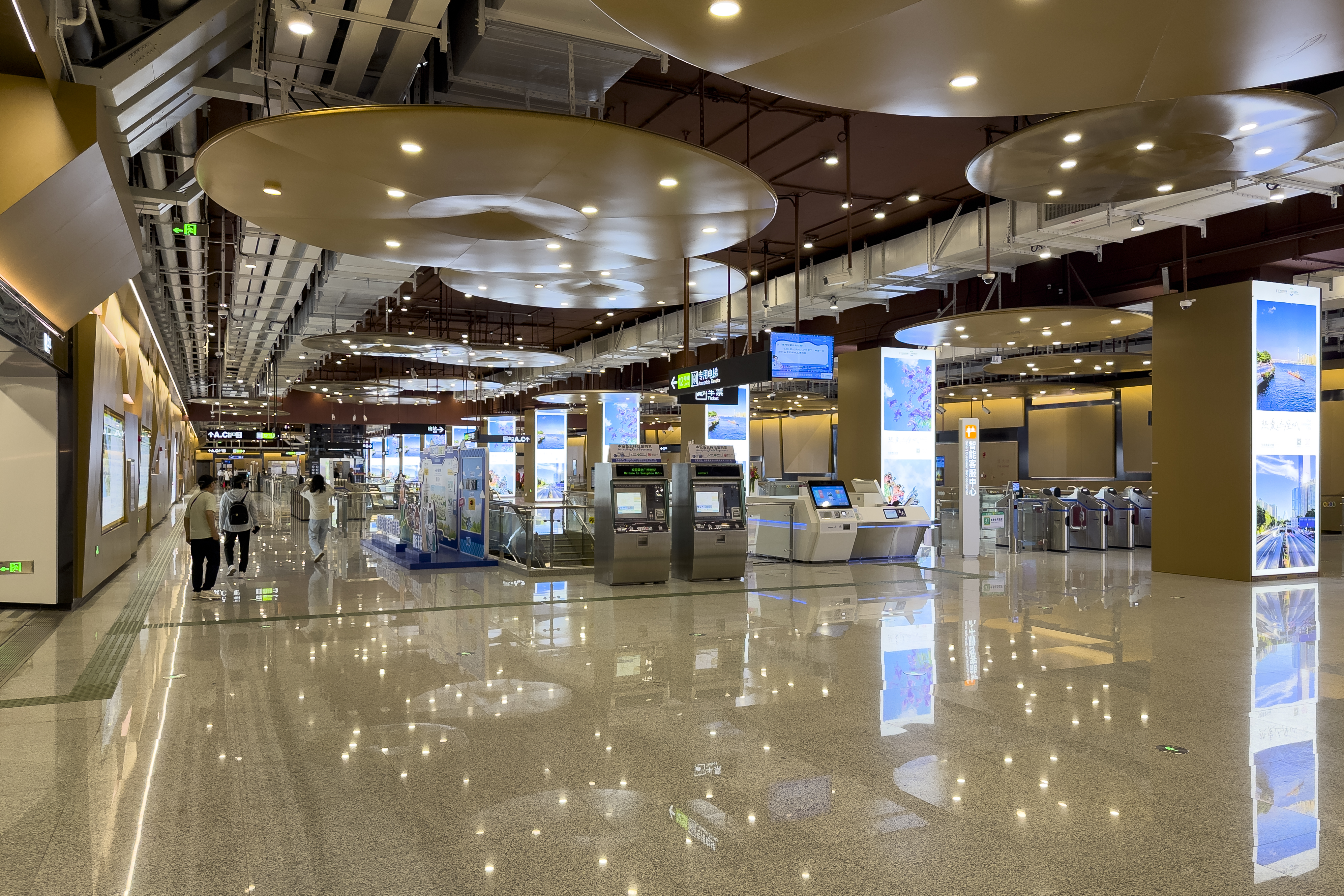
コンコース（2025年6月）

## 駅周辺
- 広州発展公園（広東語版）
- 広州市越秀区育才実験学校
- 棕櫚園
- 宏城花園
- 文立方広場
- 国彩芸術館
- 広州米国人国際学校（中国語版）
- 広州華僑博物館（中国語版）
- 星海音楽庁（中国語版）
- 広東省中医院 二沙島医院
- 新世界花園別墅
- 聚龍明珠花園

## 隣の駅
広州地下鉄
■ 12号線
二沙島駅 1217 - 赤崗塔駅 1218